# Psammogeton cabulicus
Psammogeton cabulicus är en flockblommig växtart som först beskrevs av Gerhard Wagenitz, och fick sitt nu gällande namn av Nasir. Psammogeton cabulicus ingår i släktet Psammogeton och familjen flockblommiga växter. Inga underarter finns listade i Catalogue of Life.